# Drawenský národní park

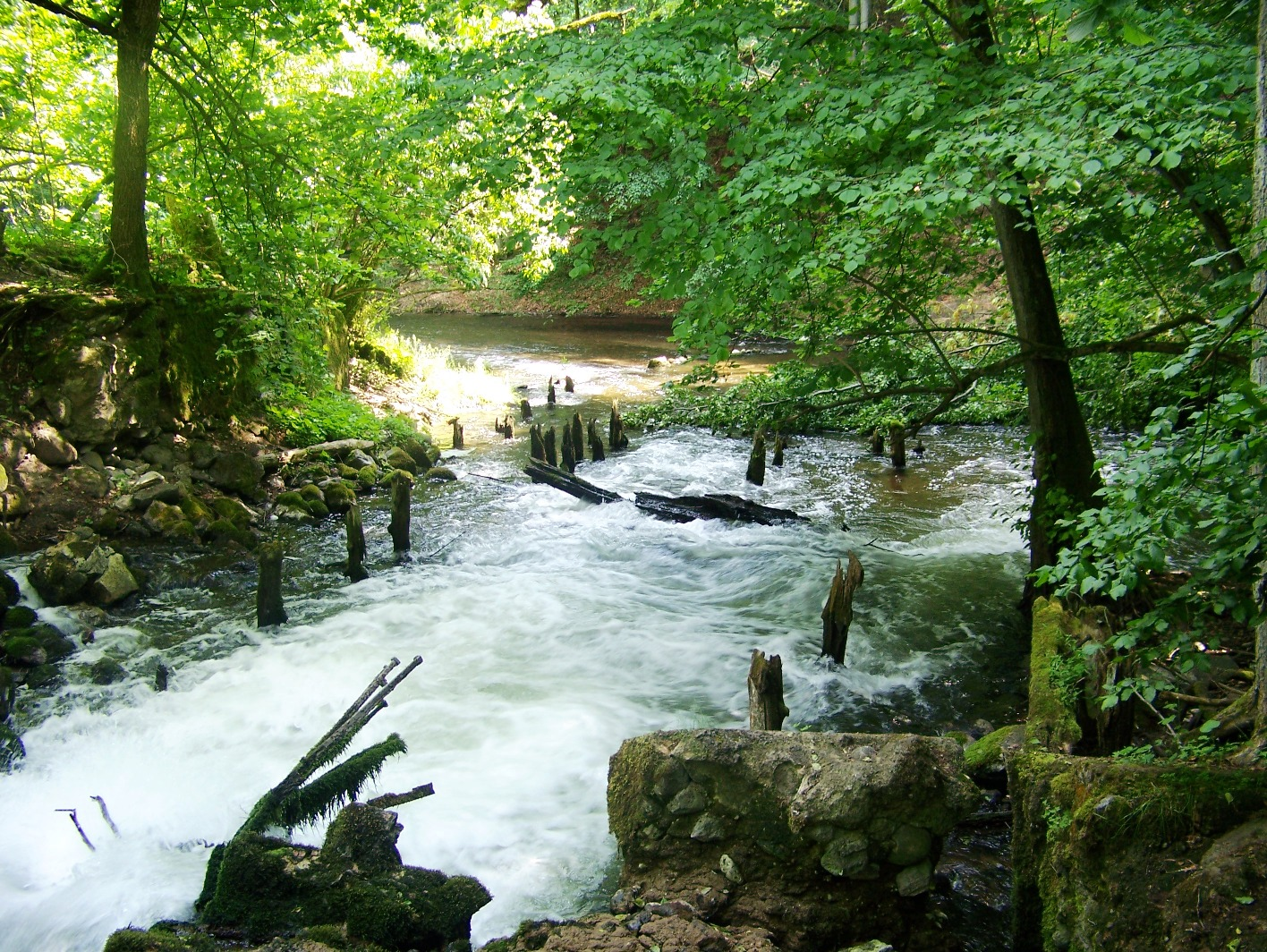
Drawieński Park Narodowy

Drawenský národní park (polsky Drawieński Park Narodowy) je národní park v Polsku. Nachází se v Západopomořanském vojvodství. Parkem protéká řeka Drawa.
Park byl založen 1990. Park má rozlohu 114,41 km². Správa národního parku sídlí v městě Drawno.
Lesy v parku pokrývají 83 % plochy. Většinou se jedná o bukové, dubo-bukové a borové lesy. Kromě toho 10 % vodní plochy parku tvoří jezera a řekami. Hlavní řeky jsou: Drawa a Płociczna. V parku leží dvacet vodních ploch, včetně Černého jezera (Jezioro Czarne), jedinečné v kraji. Největším jezerem je Ostrowiec.